# 约翰·里格勒尔
约翰·里格勒尔（德語：Johann Riegler，1929年7月17日—2011年8月31日），奥地利男子足球运动员，场上位置是中场。他曾代表奥地利国家队参加1954年国际足联世界杯，结果队伍获得第三名。